# Farní sbor Českobratrské církve evangelické ve Frýdku-Místku
Farní sbor Českobratrské církve evangelické ve Frýdku-Místku je sborem Českobratrské církve evangelické ve Frýdku-Místku. Sbor spadá pod Moravskoslezský seniorát.
Sbor byl založen 14. prosince 1919. Jeho založení bylo potvrzeno přípisem moravské superintendence ze dne 31. března 1920.
Farářem sboru je Michal Chalupski, kurátorem pak Jan Hájek.

## Faráři sboru
- 1920–1954 Alexander Winkler
- 1943–1945 Čeněk Šimonovský
- 1952–1955 Tomáš Holeček
- 1954–1972 Josef Kopřiva
- 1955–1956 Ludvík Klobása
- 1973–1989 Vlastimil Jaša
- 1991–2006 Josef Hromádka
- 2006–2016 Pavel Křivohlavý
- 2020–2022 Eliška Geislerová
- 2024-          Michal Chalupski